# Yak-B 12.7毫米加特林重機槍
Yak-B 12.7（俄语：ЯкБ-12,7；圖拉設計局原廠編號：TKB-063；俄罗斯国防部火箭炮兵装备总局代號：）是一款由前苏联雅庫舍夫P.G.和博爾佐夫B.A.所設計、KBP儀器設計廠所生產的遙控型高轉速4槍管加特林式机枪，類似的槍械是GAU-19，發射12.7×108毫米俄羅斯口徑（.50俄羅斯）步枪子彈。其名字的來源是開發商的最後的字母縮寫和亞庫舍夫·波薩克（俄语：Якушев-Борзов）。

## 設計細節
Yak-B 12.7是為了安裝在Mi-24“雌鹿”攻击直升机的VSPU-24機鼻前端炮塔使用（備彈量為1,470發）。除此以外會搭載該機槍的是低搭載量的軍用運輸機；這也可以安裝在GUV-8700機槍筴艙（備彈量為750發，連2具7.62×54毫米俄羅斯口徑的GShG-7.62加特林機槍或是1具30×29毫米無彈殼榴彈的AGS-17“烈火”自動榴彈發射器）。
Yak-B 12.7是一挺4槍管的高轉速加特林式机枪，採用氣動式自動方式，轉拴式槍栓閉鎖方式。彈鏈供彈，火藥彈首發起動。理論射速為4,000—5,000發／分鐘。

### 首發起動裝置
它具有很高的發射速率，使用獨立火藥彈進行首發裝填，和其他蘇聯製造的加特林式機槍一樣是內能源式加特林機槍。所謂內能源式加特林是指依靠彈藥發射時的火藥動力驅動而非外部動力驅動的加特林機槍，而依靠外部動力例如手搖或電機驅動的則稱為外能源式加特林。所以其將首發子彈送至擊發位置並且擊發並非依靠電動機帶動來完成，而是依靠火藥彈所產生的火藥高壓燃氣，藉由首發起動裝置來實現的。其首發起動裝置為中安裝了三發火藥彈。第一發火藥彈是專供其首發起動的，而第二發、第三發火藥彈則是停射故障時，專供排除啞火彈藥的特殊火藥機構。當子彈已經上膛以後，卻由於某種原因而在射擊途中產生了啞火彈藥或是停射以前的情況以下，藉由第二發、第三發火藥彈重新起動機槍進行擊發。也就是說，由於某種原因在射擊過程中產生瞎火彈或停射之前未儲能的情況下，可使用第二發、第三發火藥彈，重新起動機槍進行發射。
按下發射按鈕後，第1發火藥彈點燃，火藥燃氣通過緩燃腔流經活塞中心通孔通向增容腔，從而推動活塞筒齒條作直線運動，帶動齒輪轉動。齒輪又帶動端面齒盤隨之轉動，並帶動行星齒組體轉動。行星齒組體通過機心匣齒輪帶動機心匣轉動。由於機心匣齒輪同進彈機齒輪嚙合，進彈機齒輪又帶動撥彈輪開始撥彈，直至首發槍彈被送至擊發位置。首發槍彈被擊發後，起動的全過程結束。

### 槍機組件發射循環動作
槍機組件主要由機體、機頭、擊針三部分組成。機體兩側安裝兩組側滾輪，兩組側滾輪的凸緣嵌入機心匣側面導槽內。槍機組件的驅動滾輪在機匣內壁的螺旋槽內運動。閉鎖方式為機頭旋轉閉鎖。
槍機組件的開閉鎖動作：在機匣上安裝有閉鎖凸輪，機心匣上則安裝有開鎖凸輪，閉鎖凸輪也稱為擊發凸輪。機頭上相應的裝有閉鎖凸部和開鎖凸部。當機頭的閉鎖凸部轉至閉鎖凸輪abc段時，機頭的閉鎖凸部受阻，但槍機組件仍圍繞機槍中心軸線旋轉，迫使機頭圍繞槍機組件中心軸線繼續轉動而完成閉鎖動作。閉鎖時機頭閉鎖凸部繼續在閉鎖凸輪cd段上滑動，cd段稱為強制閉鎖段，其作用是防止機頭閉鎖後反跳進而引起炸膛危險。當彈頭飛出槍口後，機頭的開鎖凸部轉至開鎖凸輪處受阻，開鎖凸輪迫使機頭圍繞槍機組件中心軸線反向轉動而完成開鎖動作。
槍機組件閉鎖後的擊發動作：在擊發凸輪側面有一ef斜面，當槍機組件完成閉鎖動作後，擊針尾部的凸部在擊發凸輪ef斜面的強制作用下向前運動，從而使擊針打擊子彈底火。機頭在反轉的開鎖過程中，其上的gh斜面又強制將擊針拉回原位。

### 點射間能量儲存和釋放
若每次點射間的再次發射都是使用火藥彈起動，則需要設置數量較多的火藥彈；因此，Yak-B 12.7以上採用了一個利用儲能扭簧的儲能機構，將發射過程中的火藥燃氣能量轉化為弹簧勢能儲存起來。再次發射時，可使Yak-B 12.7迅速轉入連射狀態。
儲能簧的前端插入儲能杆前端的圓盤內，並有反向力作用在圓盤上。儲能簧的另一端插入槍管組件的圓盤內，也存在一作用力使槍管組件按Ａ向轉動。儲能杆尾端固定一棘輪並被棘爪鎖住，儲能杆無法反向轉動。由於行星輪機構中的內齒環被儲能扣機扣住，因此行星輪機構中由四個小行星齒輪及齒盤組成的行星輪組被卡滯在某一位置，槍管處於靜止狀態。
連續發射時，儲能扣機被電磁鐵上抬，內齒環被釋放，於是槍管組件與儲能杆、行星齒框同步同向轉動，儲能簧不扭轉。鬆開射擊按鈕，儲能扣機扣住內齒環使內齒環不轉動，四個小行星齒輪就在內齒環上滾動，同時帶動中心齒輪與槍管組件一起轉動。由於中心齒輪的轉速（即儲能杆的轉速）大於行星齒框的轉速（即槍管組件的轉速），並且儲能簧後端仍與槍管組件同步轉動，也就是說儲能簧前端的轉速比槍管組件的轉速大，儲能簧即被擰緊而儲存能量。當槍管組件轉動的動能轉化為儲能簧的勢能後，機匣停止轉動，射擊停止。此時，儲能簧前端的迴轉趨勢受棘爪的制動，而後端則由儲能扣機扣住內齒環而制動。再次發射時，儲能扣機放開內齒環，儲能簧的勢能轉化為槍管組件的動能，由此帶動槍機組件完成發射循環動作。

### 氣動式自動原理
Yak-B 12.7的4根槍管上均開有小孔，1號槍管或3號槍管發射後，火藥燃氣進入活塞筒前腔，迫使活塞筒向前運動；2號槍管或4號槍管發射後，火藥燃氣進入活塞筒後腔，迫使活塞筒向後運動。4根槍管依次導出火藥燃氣進入活塞筒前、後腔，使活塞筒連續往復運動。
由於活塞筒上的外滾輪嵌入機匣內壁的螺旋槽中，所以活塞筒在往復運動的同時，又產生旋轉運動，而活塞筒內滾輪帶動槍管組件旋轉。由於槍管組件同機心匣聯為一體，機心匣也隨之轉動，迫使機槍機組件完成發射循環動作。

### 安裝載具、取代及後續
Mi-24上的Yak-B 12.7是安裝在VSPU-24機鼻下方的砲塔，其旋轉及攻擊角度為左右60°、仰角20° 和俯角60°。Yak-B 12.7是由KPS-53AV機鼻瞄準系統與裝在駕駛艙前面的反射式瞄準系統一起所操控。
但是，由於Yak-B 12.7被指出並無足以貫穿那些沒必要使用火箭弹或反坦克导弹攻擊的輕裝甲或非裝甲目標的破壞力。結果Yak-B 12.7從後期生產型號的Mi-24P和Mi-24VP開始分別被固定式GSh-30K雙管式30毫米機炮（固定安裝在機鼻右側部分）或可旋轉式GSh-23L雙管式23毫米機炮（安裝在機鼻下方的NPPU-23可旋轉式砲塔）所取代。
此外，Mi-24系列本身的後繼機型，Mi-28“浩劫”與卡-50“黑鯊”／卡-52“鱷魚B”，搭載的機首下方武器都是一門希普諾夫2A42單管式機炮。
儘管如此，Yak-B 12.7仍然用於Mi-24、Mi-36和Mi-40直升機以上。

## 衍生型
Yak-BYu 12.7（俄语：ЯкБЮ-12,7；俄罗斯国防部火箭炮兵装备总局代號：）是Yak-B 12.7的現代化改進型。除了令射速不低於4,500發／分鐘外，並且把槍管的壽命延長至80,000至120,000發。目前，Yak-BYu 12.7就是該系列之中最完善的版本。

## 圖集

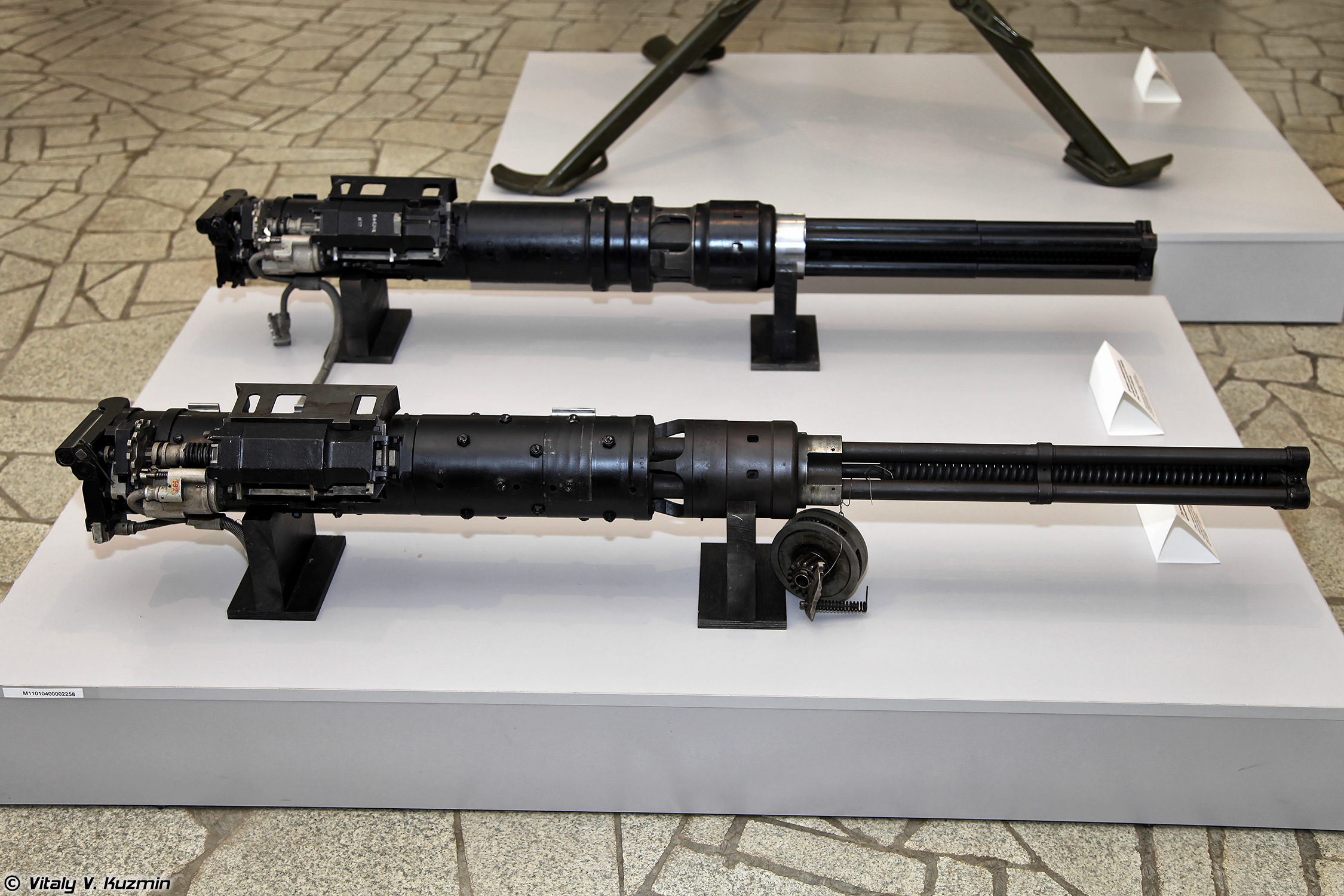
在圖拉國家武器博物館上展出的YaK-B 12.7（9A624K和9A624）加特林航空重機槍
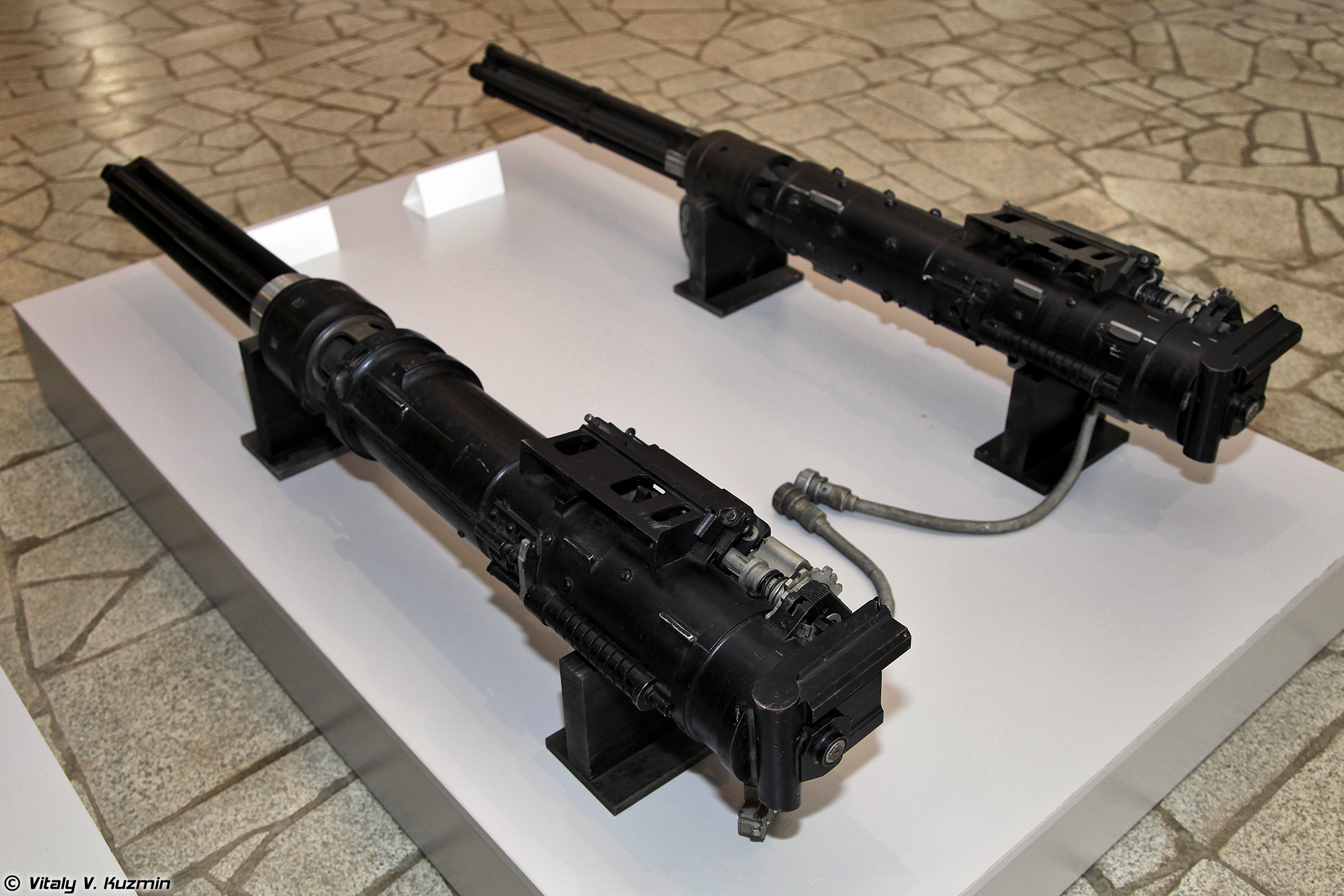
YaK-B 12.7（9A624K和9A624）加特林航空重機槍的尾部
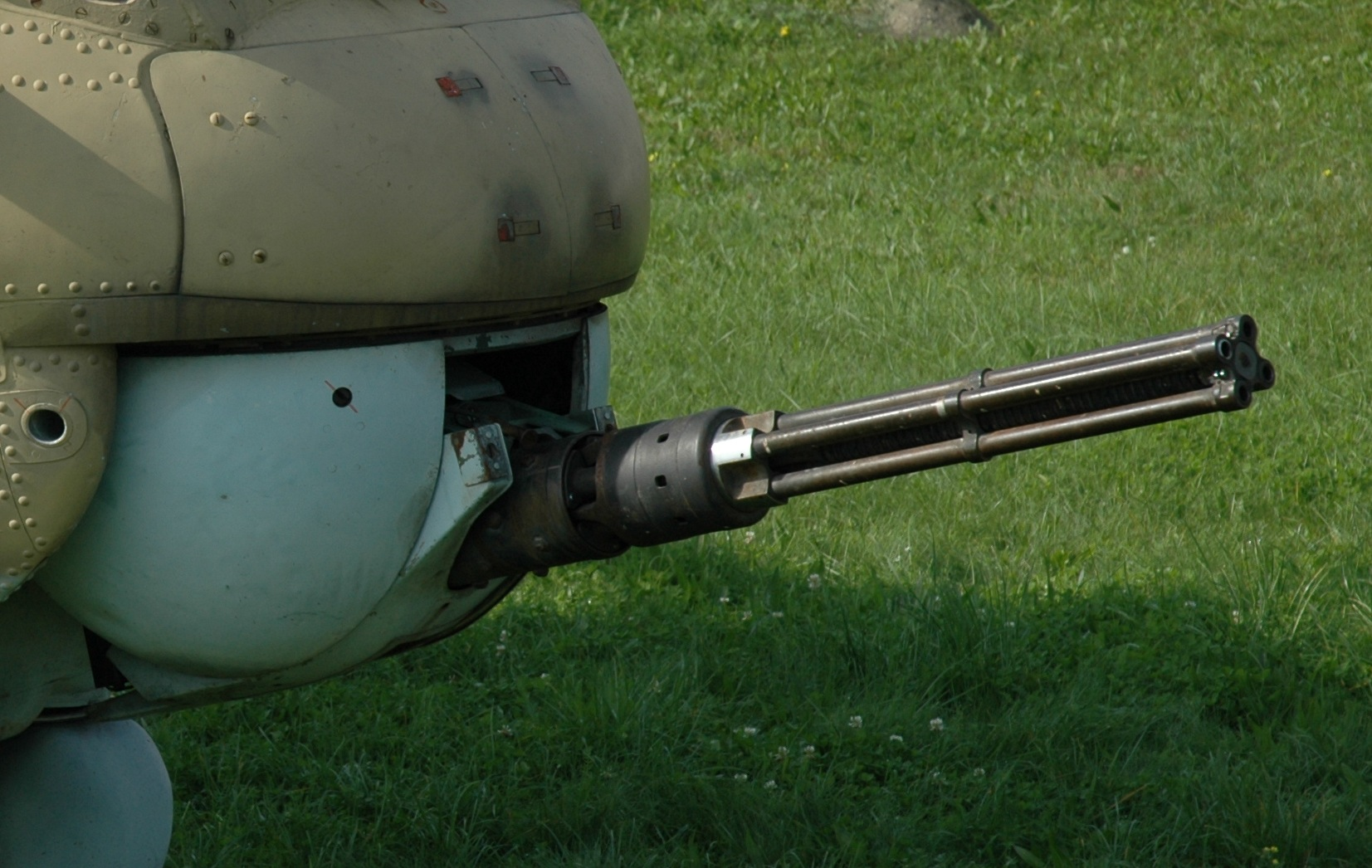
舊型Mi-24雌鹿上的Yak-B加特林重機槍
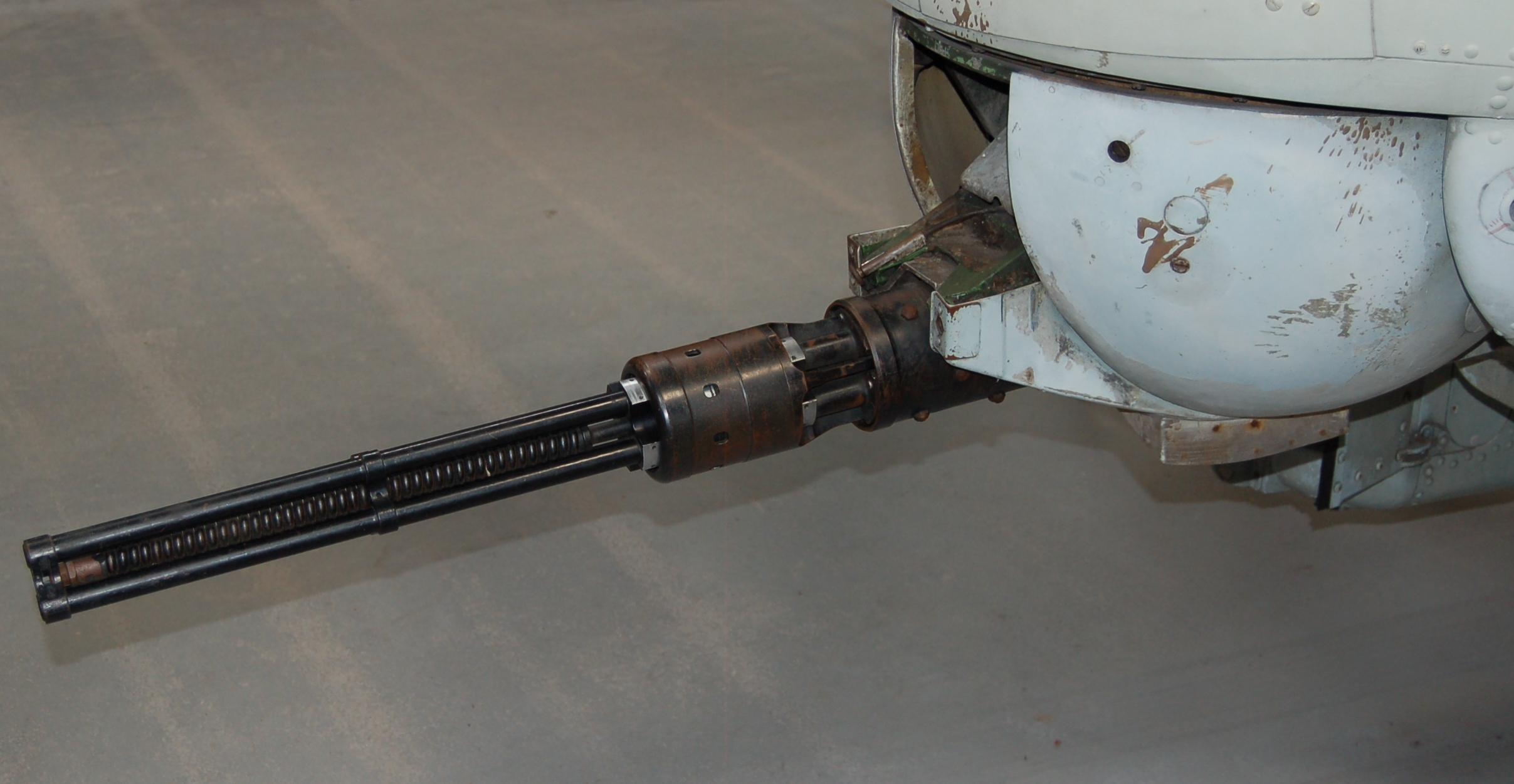
裝在Mi-24D“雌鹿”攻击直升机機鼻前端的Yak-B 12.7毫米加特林重機槍
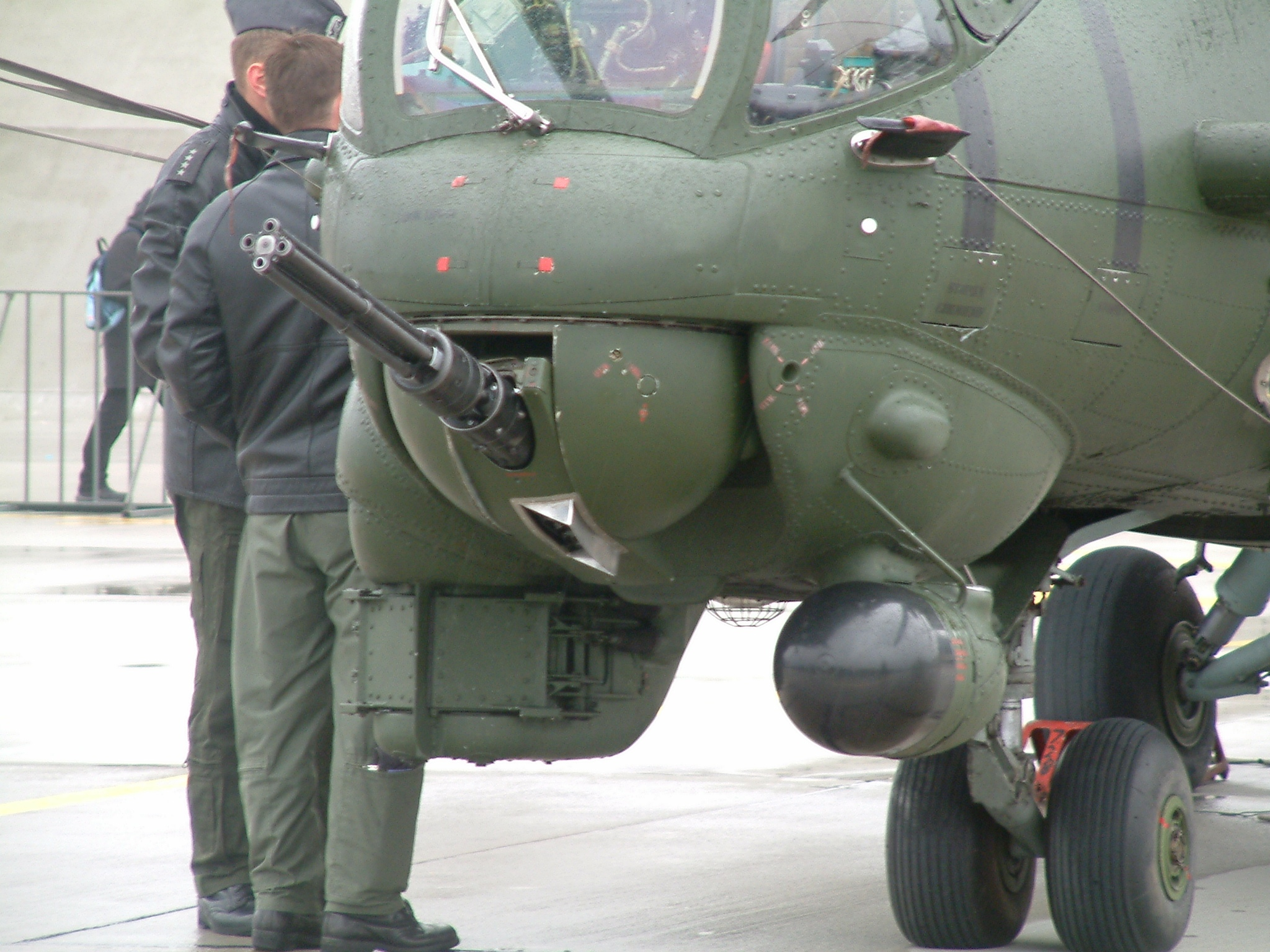
波蘭Mi-24W“雌鹿”攻击直升机機鼻前端的Yak-B 12.7毫米加特林重機槍

## 資料來源

## 外部連結
- （英文）—KBP machine guns Yak-B
- （英文）—Enemy Forces—Mi-24 （页面存档备份，存于）
- （英文）—Modern Firearms—The old new Gatling: M134 Minigun, M61 Vulcan, GAU-8/A Avenger and others
- （英文）—Weaponsystems.net—Yak-B （页面存档备份，存于）
- （简体中文）—苏联YakB 12.7mm四管机枪探秘